# Бритт, Гарри
Гарри Бритт (англ. Harry Britt; 8 июня 1938, Порт-Артур, Техас — 24 июня 2020, Сан-Франциско, Калифорния) — государственный и политический деятель Соединённых Штатов Америки (США). В конце 1960-х участвовал в движении за гражданские права, когда был методистским священником в Чикаго. Впервые был назначен в наблюдательный совет Сан-Франциско в январе 1979 года мэром Дайэнн Файнстайн, сменив Харви Милка, который был убит вместе с мэром Джорджем Москоне бывшим членом наблюдательного совета Дэном Уайтом.

## Биография
Являлся председателем Демократического гей-клуба Сан-Франциско. Кроме того, избирался в наблюдательный совет Сан-Франциско в ноябре 1979, 1980, 1984 и 1988 годов и занимал пост председателя наблюдательного совета с 1989 по 1990 год. Был одним из немногих членов «Демократических социалистов Америки», избранных на государственные должности.
Гарри Бритт являлся открытым геем и в 1982 году продвигал принятие закона о домашнем партнёрстве, который был принят наблюдательным советом, но на него наложила вето мэр Дайэнн Файнстайн. В 1989 году под руководством Гарри Бритта наблюдательный совет вновь приняло закон о домашнем партнёрстве, который подписал мэр Арт Агнос. Однако, члены наблюдательного совета отозвали закон о домашнем партнерстве, после получения мнения инициативных групп, дополненная версия закона о домашнем партнерстве была представлена в 1990 году и была также подписана Гарри Бриттом.
В 1992 году решил не баллотироваться на второй срок председателя наблюдательного совета. Безуспешно баллотировался от 5-го избирательного округа Калифорнии в 1987 году, проиграв Нэнси Пелоси на дополнительных выборах на место, оставшееся после смерти Салы Бёртон, набрав 32 процента голосов против 36 процентов Пелоси. Также не добился успеха в своей выборной кампании 2002 года против Марка Лено за место в Ассамблее Калифорнии.
Руководил Программой выходного дня по бакалавриату в «Новом колледже Калифорнии», который был закрыт в январе 2008 года из-за финансовых проблем.
После продолжительной болезни скончался в больнице «Laguna Honda» в Сан-Франциско 24 июня 2020 года.